# Forquilhinha
Forquilhinha este un oraș în Santa Catarina (SC), Brazilia.

## Personalități născute aici
- Leonardo Ulrich Steiner (n. 1950), călugăr franciscan, arhiepiscop de Manaus și cardinal.